# Eileen Younghusband
Eileen Younghusband (ur. 1 stycznia 1902, zm. 27 maja 1981 w Raleigh) – brytyjska ekonomistka, działaczka w zakresie pracy socjalnej.

## Życiorys
Urodziła się w Londynie, a początkowo wychowała się w Indiach, w Kaszmirze. Jej ojciec sir Francis Edward Younghusband (1863–1942) był politykiem, a matka, Helen pozostawała w domu. W 1909 rodzina powróciła do Londynu, gdzie Eileen zaczęła naukę w prywatnej szkole Miss Wolff na South Audley Street w 1912. Studiowała w London School of Economics (LSE), gdzie nauczali ją m.in. Eileen Power, Leonard Hobhouse, Thomas Humphrey Marshall, Bronisław Malinowski, Richard Tawney, Friedrich Hayek, Harold Laski, Lionel Robbins, Hugh Dalton i Beatrice Webb.
Po ukończeniu dyplomu Eileen otrzymała posadę nauczyciela, na jakiej pozostawała przez cztery lata. Dzięki kontaktom została również sędzią pokoju, a w 1937 przewodniczącą sądu dla nieletnich w Greenwich. W 1922 została pracownikiem Komitetu Opieki w Stepney. Byli to ochotnicy, którzy pracowali w szkołach na terenie Londynu.
W 1923 osiadła w Bermondsey. Gdy LSE przeniosła się do Cambridge, zrezygnowała ze stanowiska, by zostać w Londynie i być blisko rodziców. Założyła jedno z pierwszych Biur Porad Obywatelskich, na Kensington Church Street, a następnie przeniosła się do Krajowej Rady Klubów Dziewcząt, która została powołana przez rządowy program Młodzież z 1940. Jako główny urzędnik do spraw szkoleń i zatrudnienia podróżowała po Anglii, by pracować z młodymi ludźmi. Została także tymczasowym inspektorem zajmującym się badaniem ośrodków żywieniowych i wypoczynkowych w Londynie. Prowadziła kursy dla kobiet w British Council i przeprowadziła ogólnokrajowy przegląd funkcji opieki społecznej. Pod koniec II wojny światowej wróciła do nauczania w LSE.
Carnegie United Kingdom Trust, z którym miała wcześniej powiązania, pod koniec 1944 wyznaczył ją do przeprowadzenia analizy pracy socjalnej w Wielkiej Brytanii, co zajęło jej rok. Po raporcie na temat zatrudnienia i szkolenia pracowników socjalnych z 1947 stworzyła drugi, podobny, w 1951. W raportach opowiadała się za utworzeniem szkoły pracowników socjalnych na poziomie uniwersyteckim. Odbyła podróż po szkołach socjalnych w Stanach Zjednoczonych i zaprzyjaźniła się tam z Charlotte Towle z Chicago School of Social Work, która przyjechała do LSE w 1955. Wkrótce została członkiem Centralnej Rady Szkoleniowej Home Office w Childcare, a w 1957 opuściła LSE. W 1962 otrzymała honorowe stypendium tej uczelni. W 1955 została przewodniczącą grupy roboczej Ministerstwa Zdrowia ds. Pracowników socjalnych i władz lokalnych.
Rząd brytyjski przyjął jej propozycje reformy edukacji pracowników socjalnych w 1960. Od 1961 do 1967 była konsultantką w Narodowym Instytucie Pracy Socjalnej i przewodniczącą Międzynarodowego Stowarzyszenia Szkół Pracy Socjalnej. W 1967 przeszła na emeryturę. Resztę życia spędziła samotnie i podróżowała po świecie, m.in. dając wykłady z zakresu swojej pracy badawczej. Zginęła w wypadku samochodowym w Stanach Zjednoczonych 27 maja 1981 podczas podróży z takimi wykładami.